# Олексіївська сільська рада (Поліський район)
Олексіївська сільська рада — колишня адміністративно-територіальна одиниця та орган місцевого самоврядування у Овруцькому, Народицькому і Поліському (Хабенському, Кагановицькому) районах Коростенської, Волинської округ та Київської області Української РСР з адміністративним центром у селі Олексіївка.

## Населені пункти
Сільській раді на час ліквідації були підпорядковані населені пункти:
- с. Олексіївка
- с-ще Вільча
- с-ще Становище

## Населення
Кількість населення ради, станом на 1923 рік, становила 828 осіб, кількість дворів — 172.

## Історія та адміністративний устрій
Створена 1923 року в складі хуторів Гута-Давидівська, Олексіївка та Становище Христинівської волості Овруцького повіту Волинської губернії. 7 березня 1923 року включена до складу новоствореного Овруцького району Коростенської округи. 21 серпня 1924 року, відповідно до постанови ВУЦВК «Про зміни в адміністративно-територіальному поділі Волині», сільську раду передано до складу Народицького району Коростенської округи. 5 лютого 1933 року, відповідно до постанови Президії Київського облвиконкому «Про переведення Олексіївської сільради Народицького р-н до Хабенського району», сільську раду передано до складу Хабенського (згодом — Кагановицький) району Київської області.
Станом на 1 вересня 1946 року сільська рада входила до складу Кагановицького (згодом — Поліський) району Київської області, на обліку в раді перебували с. Олексіївка та х. Становище.
10 травня 1958 року, відповідно до рішення виконавчого комітету Київської обласної ради № 347 «Про уточнення обліку населених пунктів Київської області», раді підпорядковано селище Вільча.
Ліквідована 15 серпня 1958 року, відповідно до рішення виконкому Київської обласної ради № 658 «Про адміністративно-територіальні зміни», с. Олексіївка об'єднане з селищем Вільча з віднесенням його до категорії селищ міського типу та утворенням Вільчанської селищної ради Поліського району з підпорядкуванням їй с-ща Становище.